# Laure Calamy
Laure Calamy (* 22. března 1975 Orléans) je francouzská herečka.

## Životopis
Narodila se do rodiny psycholožky a lékaře. Již v dětství si vyzkoušela divadelní herectví. Po maturitě se přestěhovala do Paříže a nastoupila na Conservatoire national supérieure d'art dramatique, kterou absolvovala v roce 2001. Tam se seznámila s Olivierem Py, který ji režíroval v divadelních hrách Au monde comme n'y étant pas, Orlando ou l'impatience a Les Parisiens.
Filmové kritiky poprvé zaujala svými hereckými výkony ve krátkometrážních filmech Ce qu'il restera de nous režiséra Vincenta Macaigne a Un monde sans femmes režiséra Guillauma Braca. Za druhý zmiňovaný snímek získala cenu Jeana Bazina na Filmovém festivalu Belfort. Její ztvárnění hlavní hrdinky Suzanne v krátkometrážním filmu Zadní ulička jí vyneslo speciální ocenění na Filmovém festivalu Sundance.
V letech 2015 až 2020 ztvárnila v komediálním seriálu Chci mluvit se svým agentem! asistentku Noémie Leclerc, která je zamilovaná do svého nadřízeného. V roce 2018 byla nominována na cenu César pro nejlepší herečku ve vedlejší roli za roli matky v dramatu Ava. Ve stejném roce získala Molièrovu cenu pro nejlepší herečku ve hře uváděné v komerčním divadle, za roli Lizety v Marivauxově Hře lásky a náhody. V roce 2020 získala svou druhou nominaci na filmovou cenu César, a to za vedlejší roli ve filmu Dominika Molla Pouze zvěř.
V roce 2021 získala Césara pro nejlepší herečku za ztvárnění hlavní hrdinky ve filmu Osel, milenec a já.

## Filmografie

### Celovečerní filmy
- 2001 Divoká nevinnost: žena na plese
- 2009 Bancs publics (Versailles Rive-Droite): Opportune
- 2010 Den milde smerte
- 2011 Skvělý plán: Valérie
- 2013 La Fleur de l'âge: Sarah Chevalier
- 2013 9 mois ferme: Daisy
- 2014 Week-ends: Flo
- 2014 Sex v Paříži: Cathy Bento
- 2014 Fidelio, Alicina odysea: Nadine Legall
- 2014 Zouzou: Lucie
- 2015 Vše o těch třech: obžalovaná
- 2015 En équilibre: Séverine
- 2015 Kovbojové: Isabelle
- 2015 Ce sentiment de l'été: Anouk
- 2016 Viktorie: Christelle
- 2016 Stát pevně: Mirande
- 2016 Primaire: Christina Drouet
- 2017 Aurore: pracovnice na úřadu práce
- 2017 Ava: matka Maud
- 2017 Pour le réconfort: Laure
- 2017 Embrasse-moi!: Fantine
- 2017 Bonheur académie: Lily Desmaret
- 2018 Náš boj: Claire
- 2018 Roulez jeunesse: Nelly
- 2018 Madam J: Lucienne
- 2018 Claire Darling: Martine Leroy
- 2019 Sibyl: Edith
- 2019 Le Dindon: Clothilde Pontagnac
- 2019 Pouze zvěř: Alice Farange
- 2020 Une belle équipe: Catherine Guerrin
- 2020 Osel, milenec a já: Antoinette Lapouge
- 2020 Garçon chiffon: Sylvie
- 2020 Louloute: Isabelle
- 2021 À plein temps: Julie Roy
- 2021 Její cesta: Marie Kriegel
- 2021 L'Origine du mal: Stéphane

### Krátkometrážní filmy
- 2005: Le Personnage: prostitutka
- 2006: Humide: Sylvie
- 2007: Le Métier qui rentre: rekreantka
- 2011: Un monde sans femmes: Patricia
- 2011: Superdog: žena
- 2012: Ce qu'il restera de nous: Laure
- 2013: Toutes les belles choses: Jessica
- 2013: L'Albatros: otcova přítelkyně
- 2013: Passe: prostitutka
- 2014: Zadní ulička: Suzanne
- 2014: Petit Lait: Suzanne
- 2015: L'Amérique de la femme: Lucie
- 2015: Vous m'éblouissez: Marianne
- 2016: Clitopraxis: Peggy
- 2017: Canine panique: hlas

### Televize
- 2007: Chat bleu, chat noir: milá žena
- 2008: C'est votre histoire, díl On m'a volé mon adolescence: matka
- 2011: Žena v taláru, díl Fou à délier: lékařka
- 2015–2020: Chci mluvit se svým agentem!: Noémie Leclerc
- 2017: Holly Weed: Céline Alban
- 2019: Calls, díl Le Dernier message: Elodie
- 2019 Temps de chien: Judith
- 2020: La Flamme : Victoire